# Майен (департамент)
Вижте пояснителната страница за други значения на Майен.
Майен (на френски: Mayenne) е департамент в регион Пеи дьо ла Лоар в северозападна Франция. Носи името на преминаващата през департамента река Майен. Създаден е на 4 март 1790 година от части на провинциите Мен и Анжу. Площта му е 5175 km², а населението – 305 147 души (2009). Административен център е град Лавал.
Граничи на северозапад с департамента Манш, на североизток с департаменти Орн, на изток със Сарт, на юг с Мен е Лоар, на запад с департамент Ил е Вилен.